# Jeremy R. Knowles
Jeremy Randall (28 avril 1935 - 3 avril 2008) est professeur de chimie à l'Université Harvard et doyen de la faculté des arts et des sciences (FAS) de l'Université Harvard de 1991 à 2002,,. Il rejoint Harvard en 1974, reçoit de nombreux prix pour ses recherches et reste à Harvard jusqu'à sa mort.

## Biographie
Knowles est né en Angleterre en 1935, fait ses études à la Magdalen College School d'Oxford, au Balliol College d'Oxford (BA 1958, diplôme de première classe en chimie 1959) et au Merton College d'Oxford ( DPhil 1961). Il est officier pilote dans la Royal Air Force. Au cours de ses études de premier cycle, il effectue des recherches dans le laboratoire de chimie organique physique de Richard Norman. Là, il étudie les effets électroniques sur les taux de réactions de substitution aromatique. En 1960, il devient chargé de cours de recherche à Oxford. Il est ensuite devenu Fellow et tuteur au Wadham College d'Oxford.

## Carrière et recherche
En 1961, il obtient une bourse post-doctorale au California Institute of Technology, travaillant avec George S. Hammond, qui est un photo-chimiste organique. Ensemble, ils découvrent que certaines réactions catalysées peuvent se produire jusqu'à un million de fois plus rapidement que les réactions non catalysées. Intrigué par cette découverte, Knowles devient enzymologiste. Pendant une brève période, Knowles est professeur invité à l'Université Yale. en 1974, Knowles déplace son groupe de recherche à Harvard et y devient professeur.
Les recherches de Knowles se situent à la frontière de la chimie et de la biochimie et concernent la vitesse et la spécificité de la catalyse enzymatique et l'évolution de la fonction enzymatique. Au début de sa carrière, Knowles étudie l'α-chymotrypsine et la pepsine, qui sont des protéases non spécifiques, ce qui signifie qu'elles acceptent une large gamme de substrats. Il recherche ce qui rend ces enzymes non spécifiques et comment elles augmentent le taux d'hydrolyse des liaisons peptidiques. En 1972, Knowles met au point une méthode de marquage par photo-affinité, permettant la formation d'une liaison covalente entre une protéine et un ligand sous le contrôle de la lumière.
Knowles commence alors des études fondamentales sur l'enzyme glycolytique triosephosphate isomérase (TIM). Il profite de sa simplicité en interconvertissant un seul substrat et un seul produit. En utilisant l'intermédiaire ènediol de la réaction (qui permettait aux protons du solvant d'entrer dans la réaction à partir du milieu au lieu de seulement du substrat ou du produit) et des effets isotopiques cinétiques, il mesure l'énergie libre relative de chaque état intermédiaire et de transition, ce qui lui permet de dépeindre le premier profil d'énergie libre pour une réaction catalysée par une enzyme. Ce travail est réalisé avec son collaborateur de longue date, John Albery. Son profil montre que TIM est une enzyme "parfaite" dans la mesure où la catalyse n'est limitée que par la vitesse de diffusion. Plus tard, Knowles applique des méthodes similaires à la proline racémase, développant une méthode pour discerner si une réaction se déroule de manière progressive ou concertée et découvrant les conséquences de la "sursaturation", une situation dans laquelle l'interconversion des formes non ligandées de l'enzyme limite la catalyse.
À Harvard, Knowles effectue également d'importants travaux sur les β-lactamases et leurs inhibiteurs basés sur le mécanisme. Il fournit des informations clés sur la stéréochimie des réactions de transfert de groupe phosphoryle, en utilisant des groupes phosphoryle synthétiques contenant des isotopes 16 O, 17 O et 18 O .
Knowles est l'auteur de plus de 250 articles de recherche et encadre de nombreux doctorants et chercheurs postdoctoraux à Oxford et à Harvard, notamment Hagan Bayley, Stephen L. Buchwald, Athel Cornish-Bowden, Andreas Plückthun et Ronald T. Raines (en).
Knowles est élu membre de la Royal Society (FRS), et de l'Académie américaine des arts et des sciences (FAAAS) en 1982, membre de la Société américaine de philosophie en 1988, de l'Association américaine pour l'avancement des sciences et associé étranger de la National Academy of Sciences. Il reçoit la médaille Davy de la Royal Society et est membre honoraire du Balliol College et du Wadham College d'Oxford. Il est nommé membre de l'Ordre de l'Empire britannique dans les honneurs d'anniversaire de 1993. Il est élu l'un des neuf administrateurs du Howard Hughes Medical Institute en 1998.